# Aït Daoud (Aurès)
Pour les articles homonymes, voir Aït Daoud.
Pour la région du Maroc, voir Ouled Daoud (Maroc).

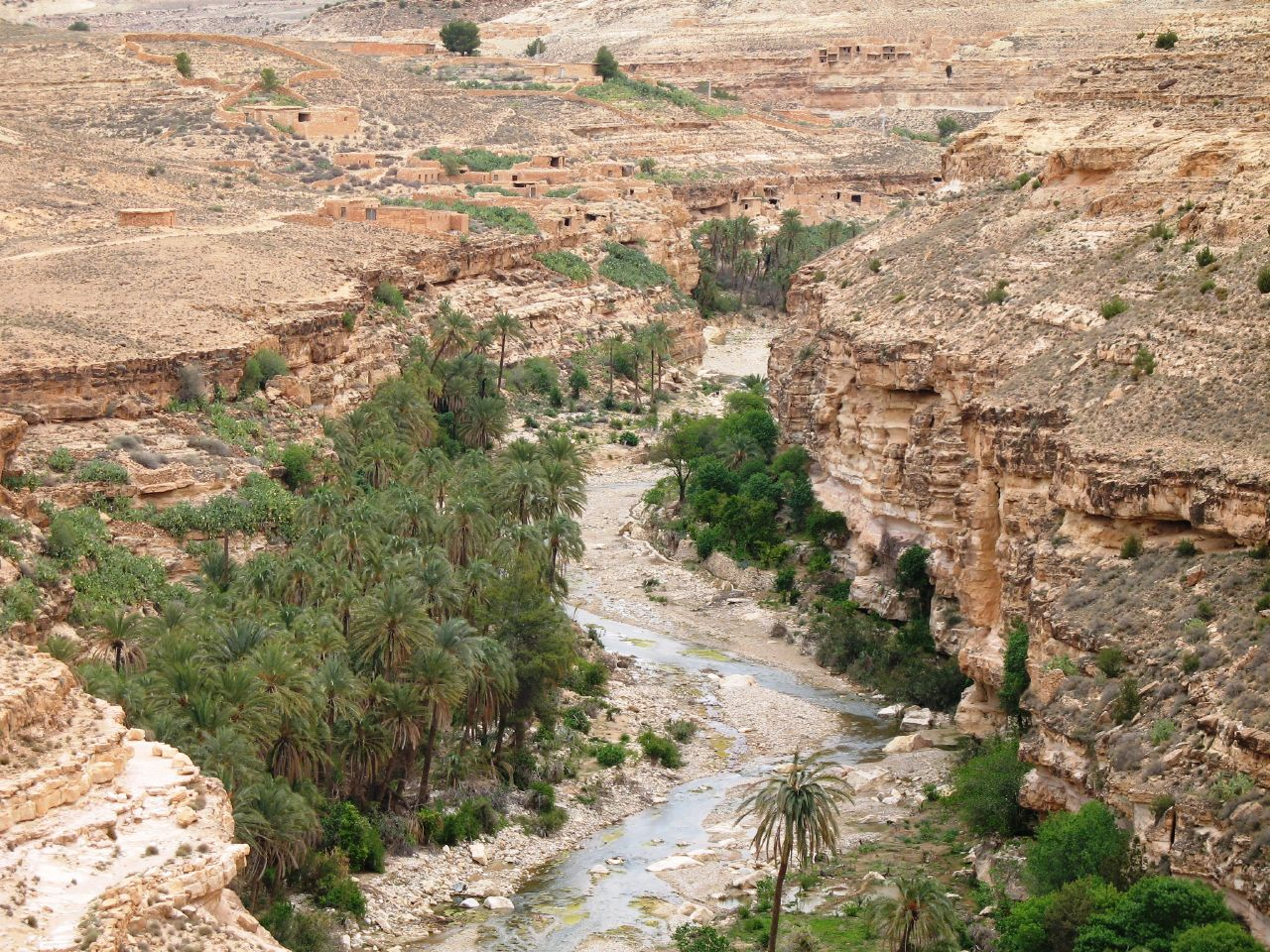
"Balcons de Ghoufi" traversé par l'Oued Abiod, dans les Aurès en Algérie.

Les Aït Daoud, en arabe : Ouled Daoud aussi connus sous le nom de Touaba, sont tribu berbère chaouia dans les Aurès en Algérie.  Cette tribu peuple plusieurs communes : Ichemoul, Tighanimine, Foum Toub, Ain Touta, Tigherghar et Arris.
Elle est constituée de plusieurs clans : Ait Smail, Ait Thrib, Ait Zehefen, Ait Heddaden... qui regroupent eux-mêmes plusieurs grandes familles.
Ait Zeroual, Ait Hamd Mohand, Ait Majdoub... pour les Ait Smail; Ait Ramdane, Ait Boulhais... pour la tribu des Ait Thrib Etc...
Il faut préciser que certaines familles qui ne sont pas de souche Daoud, ni même chaouie se considèrent comme des Daoud grâce aux mariages/alliances contractés avec des familles de souche Daoud : C'est le cas pour les familles Ababsa chez les Ait Smail.

## Histoire de la tribu
Les Ouled Daoud sont aussi appelés « Touaba ». Ce dernier nom est en arabe le dérivé d’un verbe qui signifie « Se repentir ou suivre un sultan ». Les indigènes y voient une allusion à l’époque où leurs ancêtres ont abjuré des erreurs du paganisme pour se convertir à la religion musulmane. Mais il se peut que cette appellation provienne de l’occupation momentanée d’une partie de l’Aurès par les Touaba, envahisseurs du IIe siècle.
Nous avons raconté la légende de Bourch dont descendent les Ouled Daoud. La légende raconte que les Ouled Daoud descendraient d'un certain Bourch et la famille de Daoud fils de Bourch quitta la première son père pour aller s’établir à Belloul. À cette époque la vallée de l’oued El Abiod était occupée depuis les temps les plus reculés par les Beni Oudjana, Berbères zenata (Djena peut être prononcé Zana et Oudjana signifie fils de Zana, Zenata est le collectif de Zana). On peut voir encore près d’El Hammam une très curieuse enceinte de pierres nommée « La mosquée des Oudjana » dans laquelle ils faisaient dit-on des sacrifices. Les vallées voisines (Oued Abdi et El Ahmar) étaient occupées par les Ouled Aziz.
Ouled Abdi et Daoud vécurent côte à côte pendant longtemps ; leurs principaux villages étaient : Belloul, Guelfen, Deha, Guelaet, Errezine au sommet du "ich Aziza" (la montagne bleue). Les Touaba quittèrent les premiers ce pays, entrèrent dans l’oued El Abiod et s’en emparèrent aux dépens des Oudjana ; puis les Ouled Abdi envahirent de leur côté les vallées des Ouled Aziz (Oued Abdi actuel).
Le groupe le plus important des Ouled Daoud d’alors était constitué par les L'halha qui exerçaient chez les immigrants la plus grande influence religieuse . C’est eux qui tinrent la tête du mouvement dans leur invasion du territoire des Oudjana . Ils fondèrent successivement de gros villages sur les mamelons de la rive gauche.
Les premiers de ces villages furent Tarzout-Tazougart (la colline ou l’épaule rouge) et El Hamra (le rouge) à l’issue du fameux défilé de Taghit Sidi Bel Kheir ; puis La3arrara (espèce de plante), M’Zara (visitation), Belihoud ou Beljehoud (le village des Juifs), El Lehaf (le voile), Taachkount (les gourbis), El Ham (la fièvre)  non loin de la rivière ; puis dans la partie inférieure, Tabendout (la femme) et Tighanimine (les roseaux) dans le lit même de l’oued ; enfin Taghit En Zidane (la gorge de Zidane), Haghrout Ighoussar (la colline des Ghacira ou Rassira), M’Zata (village des M’zata), Bouzeddah, Taquelet-Tamellalt (forteresse blanche), Radjou (l’attente), Inerkeb (la montée), Sanef, Arris (les terres blanches)
Il est certain pour quiconque a vu sur la carte le groupement de ces villages que l’intention première des Ouled Daoud ne fut pas de remonter le cours de l’oued El Abiod jusqu’à sa source au pied du djebel Ichemoul et du Chélia mais qu’ils tendirent bien plutôt du côté de l’oued Abdi supérieur, vers la passe de Baali et par conséquent vers les bonnes terres de Mahmel, de Nerdi et de l’oued Taga, le « bour » des Ouled Ziane récemment conquis par ceux-ci sur les Achèches.
Ils pensaient qu’ils pourraient franchir facilement cette passe de Baali parce que l’autre versant en était occupé par une population faible, les Ouled Aziz ; mais dans le même temps les Ouled Abdi s’étaient rendus maîtres de ce pays et ce furent ces derniers que les Ouled Daoud rencontrèrent devant eux. Les 2 tribus sœurs se livrèrent de nombreux combats mais les uns et les autres sans résultat ; au bout d’un certain temps cependant force fut aux Ouled Daoud de retourner dans l’oued El Abiod et de se contenter du territoire précédemment acquis.
Ils reprirent alors leur marche vers le nord-est et les combats contre les Oudjana. De là leurs villages de Bacha, Mesret, El Hadjadj et El Hammam.
Leur expansion au-delà de ce point est récente, le souvenir chez eux en est des plus précis.
C’est vers 1825-26 que les Ouled Daoud envahirent toujours aux dépens des malheureux Oudjana la plaine de Médina, puis les ondulations qui la séparent de la plaine de Tahament et la majeure partie de cette plaine elle-même en arrière de laquelle ils bâtirent au sud de la gorge Foum Ksantina le village de Foum Et Toub.
M. Masqueray s’exprime ainsi sur cette occupation : « Toute cette région était avant notre domination un bled baroud, une sorte de marche dans laquelle la vie était incertaine . Aussi les Ouled Daoud n’y ont encore construit que des habitations ne sont que des gourbis abris temporaires dans lequel ils ne déposent rien . Tous les groupes des Ouled Daoud suivaient alors la direction de l’un d’eux, qualifié de maraboutique, les L'halha. Ces derniers avaient en quelque sorte le privilège de fournir les chefs et de se tenir à la tête de l’invasion . En effet leur village est celui d’El Hammam, le dernier construit sur l’oued El Abiod, presque au pied du djebel Ichemoul et le souvenir est encore très vivace de l’autorité suprême exercée par leur Kebir Ahmed Ben Embarek . C’est lui qui fit remporter aux Ouled Daoud leurs dernières victoires ».
Quand les Ouled Daoud se furent ainsi établis depuis Tighanimine jusqu’à Foum Ksantina leurs ennemis restèrent toujours les Oudjana qu’ils avaient dépossédés, puis les Ouled Abdi à l’ouest et les Beni Bou Slimane à l’est.
Le besoin de vivre les mettait aux prises avec les Ouled Abdi à tous les printemps au moment où les montagnes qui séparaient les 2 tribus se couvraient de pâturage (tous les défilés de ces montagnes sont garnis de tours d’observation d’où les veilleurs des 2 parties jetaient le cri d’alarme à l’approche de l’ennemi). Quant aux Beni Bou Slimane ils leur disputaient le djebel Zelatou avec un pareil acharnement et ils se battaient surtout contre eux dans la partie de la plaine Médina qui avoisine la passe de Tizougarine.
Toutes ces guerres de tribu créèrent des rivalités qui ne sont pas encore apaisées. Les Ouled Daoud n’ont avec leurs voisins que des relations forcées. Ils ont su leur inspirer une telle crainte que ni Abdaoui, ni un Oudjani n’oserait s’aventurer seul sur le territoire des Touaba.
Ces haines disparaissent évidemment sous peu quand toutes ces peuplades voisines bien pénétrées de leurs droits respectifs n’auront plus rien à craindre des convoitises réciproques toujours alimentées toujours excitées par la mauvaise administration de leurs cheikhs et de leurs caids.
Plus que n’importe quelle tribu les Ouled Daoud résistèrent aux Turcs. Quand ceux-ci s’avancèrent pour faire la conquête de l’Aurès guidés par les membres de la famille des Ben Sedira (ancêtres du caid Bou Diaf assassiné par les Ouled Daoud au bord de R’baa en 1879) avec l’aide des Achèches et les Haractas, ils trouvèrent devant eux les Amamra, les Oudjana, les Ouled Daoud et les Ouled Abdi qui leur firent éprouver des pertes sérieuses.
Les Ouled Daoud finirent cependant par devenir tributaires des Turcs. Ils formèrent avec les autres tribus voisines un cheikhat dit de « l’Aurès » placé sous l’autorité de Mohammed Bel Arbi, membre très influent de la famille Belkassem, des Achèches, mais on peut affirmer que jamais aucun soldat de la régence ne foula leur sol.
Les Turcs n’obtinrent même pas de passer à travers la tribu pour descendre vers le Sahara.
Cette concession leur fut cependant faite par les Ouled Abdi.
Les Touaba Sous l'occupation française,
Après la pacification de l’Aurès en 1879, les Ouled Daoud furent réunis en caidat et confiés successivement à 2 chefs qui donnèrent lieu à tellement de plaintes de la part de leurs subordonnés que le gouverneur général, M. Tirman, lors de son voyage dans l’Aurès en 1884, supprima les fonctions de caid chez les Ouled Daoud qui s’étaient toujours montrés hostiles aux titulaires de ces hauts emplois.
Un officier adjoint du Bureau arabe de Batna avait aussitôt après la pacification du pays été détaché dans la tribu et occupait près du village d’Arris une maison de commandement construite à cette époque pour cette destination.
Les Ouled Daoud ont été rattachés à la C.M. de l’Aurès par arrêté du 18.12.1886 portant création de cette circonscription administrative. Depuis lors ils ont été d’abord administrés sous le contrôle de l’autorité civile par 5 cheikhs assistés chacun d’une djemaa réunion de notables d’un khodja et de ouakaf, chargés de la police dans les villages.
Chacun des 5 cheikhs avait sous sa dépendance 1 ou 2 des 6 ou 7 groupes de familles dont la réunion a constitué toute la tribu à son origine. Les membres de ces familles se trouvant aujourd’hui disséminés un peu partout il en résultait que la juridiction de chaque cheikh n’avait pas d’autre limite territoriale que celle de la tribu que ces 5 fonctionnaires avaient à instrumenter sur toute l’étendue du territoire.
Les cheikhat dont il s’agit se composaient des groupes désignés ci-dessous auxquels on avait improprement donné le nom de douars Zehalfa ; Ouled ouazza ; Haddada et Ouled Aicha ; Ouled Takheribt ; L'halha et Ouled Smail.
Cette particularité était la même qui avait fait diviser le territoire des Abdaoui en 15 sections. Depuis on a pris pour les Ouled Daoud la même mesure que pour les Ouled Abdi et leur pays a été divisé en 3 douars territoriaux. Les anciennes divisions ont été supprimées.
Ces douars sont : Ichemoul ; Ouled El Abiod ; Tighanimine.
En 1904, la population des Ouled Daoud était de 10 000 habitants pour 80 000 ha. Le cheptel est de 1 800 chevaux ou mulets, 400 ânes, 2 000 bœufs, 50 000 chèvres et 47 000 moutons.
Autant un tel découpage était acceptable et facile à réaliser en région sédentaire où la cellule de base est le village, autant il était inconcevable en région nomade. 
Ainsi on n'a pas hésité à couper en trois le territoire des Ouled Daoud (Touaba) alors que les différentes fractions touaba avaient toutes des droits sur sa totalité (par conséquent du Tell au Sahara) et que leurs greniers collectifs se trouvaient concentrés à proximité de l'actuelle ville d'Arris. 
La transhumance des Touaba les amena donc à dépendre des trois caïds des trois douars et par conséquent de subir leurs exigences tant qu'ils n'eurent pas abandonné la vie nomade, ce qui ne se réaliserait pas entièrement avant les années qui suivirent la fin de la première guerre mondiale. 
D'une manière assez surprenante ce n'est pas sous l'uniforme des administrateurs, mais sous la robe des Pères blancs que se manifesta d'abord la présence française : ceux-ci, en effet, arrivèrent dans la vallée supérieure de l'oued Labiod, chez les Touaba, en 1893. 
Depuis quelques années déjà, la Société des Missionnaires d'Afrique souhaitait s'installer dans l'Aurès, terre berbérophone, censée plus ouverte à une éventuelle évangélisation. L'occasion lui fut donnée lorsque le gouverneur général Cambon eut envisagé de créer trois hôpitaux indigènes et de les confier aux missionnaires. 
Restait à trouver l'un des emplacements dans cette région. Au début de l'été la haute vallée de l'oued El Abiod, aux environs d'Arris est un lieu enchanteur. Or il se trouvait qu'à proximité d'une dizaine de guelaa qui donneraient naissance à des villages, il existait un terrain domanial sur lequel les militaires avaient construit un bordj. Ce bordj était abandonné, on l'offrit à la Société avec tout le terrain attenant. Malgré l'avis contraire de l'administrateur de l'époque, les Pères Blancs l'acceptèrent d'autant plus volontiers que le service des Domaines était disposé à leur céder à titre de dotation pour permettre la marche de l'hôpital 200 hectares d'excellentes terres en grande partie irrigables situées à Medina à l’origine de la vallée et prises sur des territoires séquestrés à la suite des événements de 1879.
Toutes les conditions d'un échec se trouvèrent réunies. D'abord - et cette réflexion vaut pour toute l'Algérie de l'époque - dans l'état d'évolution de la société maghrébine, il devait nécessairement y avoir une opposition très forte à l'hospitalisation des hommes et une opposition totale à celle des femmes. 
Les Touaba, par ailleurs, vivaient sous la tente, se déplaçant au rythme des saisons : il eût fallu les suivre pour les soigner. 
En outre Touaba et Ouled Abdi étant traditionnellement ennemis, les seconds répugneraient à venir à Arris où ils ne se sentiraient pas en sécurité. 
Pour finir, les Touaba ne pardonneraient jamais aux Pères Blancs de s'être rendus propriétaires de terres qu'ils considéraient toujours comme étant les leurs. 
Néanmoins les premiers contacts semblent avoir été bons. L'état sanitaire était localement très défectueux. En bien des endroits, comme l'avait déjà indiqué Léon l’Africain, les eaux stagnaient faute d'un entretien du réseau d'irrigation ancien. Les montagnards souffraient donc des fièvres et de bien d'autres maux. Obligés de s’en remettre jusqu'alors aux vertus thérapeutiques des amulettes des clercs et aux pratiques magiques des vieilles femmes, ils savaient, par ouï-dire et par ceux qui avaient eu l'occasion d'en faire usage, l'efficacité supérieure de la pharmacopée occidentale. 
On les vit donc accourir et apporter une aide bénévole à la construction de l'hôpital; mais bientôt les corvées se multiplièrent et se pérennisèrent, les Pères, manquant de tout, ayant été bien obligés de faire appel en toutes circonstances aux services des montagnards sans contre-partie. La situation se révéla encore plus délicate quand les Sœurs qui avaient suivi les Pères insistèrent pour avoir des malades dans leur hôpital et les Pères des élèves pour l'école qu'ils avaient voulu ouvrir, la difficulté essentielle, incontournable, ayant été le nomadisme des Touaba. 
Les missionnaires mirent longtemps à adapter leur comportement au mode de vie des montagnards mais déjà il était trop tard, les autorités ayant exigé que leurs représentants locaux se rapprochent des Chaouïa. Depuis qu'en 1912 le centre de gravité de la commune mixte s'était déplacé vers l'est avec le rattachement des Beni Bou Slimane et des tribus de l'Ahmar Khaddou, le choix d'Arris s'imposait. On fit comprendre aux missionnaires en difficulté qu'il valait mieux s'en aller et l'on prit leur place. 
La route ayant atteint Arris en 1916, c'est à cette date que les bureaux de la commune mixte furent transférés de Tazoult en ce lieu. Elle y avait été précédée depuis 1905 par des gardes forestiers, pour le plus grand désagrément des montagnards. 
Dans les sociétés rurales anciennes, l'ouverture de la forêt a toujours créé des tensions très fortes entre le pouvoir, soucieux de conserver un bien précieux à bien des titres, et les populations locales, usagères depuis des temps immémoriaux. Ces tensions dégénérèrent très souvent en révoltes paysannes et c'est bien cette question qui fut une des causes importantes du mécontentement des ruraux à la veille de la Révolution. 
En 1848, encore des Français crieront : « Le bois ou la mort ». 
À partir de 1905 l'application de plus en plus rigoureuse du code forestier, qui coïncida avec une forte poussée démographique, pesa gravement sur la vie des Aurasiens, vivant en grande partie de la forêt et y faisant paître leurs troupeaux. La conversion qui s'imposa à eux, du fait des contraintes qu'ils subirent, rappelle en sens inverse celle qui s'opéra à la suite de l'arrivée des Hilaliens. 
Obligés de restreindre considérablement leur troupeau, ils se mirent à donner plus de soin à la terre ou à s'orienter vers d'autres activités; ils se fixèrent donc au sol et abandonnant la tente, se mirent à bâtir des maisons. 
Chez les Touaba qui étaient les plus gravement touchés cette évolution fut facilitée par le transfert chez eux du siège de commune mixte et l'ouverture de la route : ces deux sortes de faits provoquèrent la création d'une ville avec des administrations, des commerces, de petites industries, toutes activités créatrices d'emplois. 
La guerre eut des effets semblables. Elle commença par être très mal subie. Comme toutes les familles montagnardes, celles de l'Aurès refusèrent dès l'abord de donner leurs enfants; elles opposèrent une très vive résistance, sans aller toutefois jusqu'à une révolte ouverte, comme le firent en 1916 leurs voisins du Belezma dépendant de la commune mixte d'Aïn Touta, de dialecte chaouïa tout comme eux et, malgré cela, étrangers à eux : le jour où les conscrits devaient se présenter devant le conseil de révision, un groupe d'insurgés pris le bordj communal d'assaut et massacra le sous-préfet et le chef de la commune. 
Dans l'Aurès proprement dit, il y eut des désertions et les insoumis constituèrent des groupes armés qui se réfugièrent dans la montagne. Telle fut l'origine de ces bandits d'honneur, redresseurs de torts qui tinrent le maquis pendant plusieurs années. Ils ne s'en prirent jamais aux autorités françaises et ne menacèrent jamais les quelques Européens installés dans l'Aurès, allant parfois jusqu'à les assurer de leur protection. Ils ne s'en prirent qu'à leurs ennemis personnels, souvent leurs parents proches. Les autorités, néanmoins, ne pouvaient tolérer un tel défi ; on fit donc intervenir la troupe mais en dépit des effectifs de plus en plus importants lancés à la poursuite des hors-la-loi, le banditisme aurasien ne fut réduit qu'en 1921 : l'exemple de sa résistance inspira sans doute ceux qui choisirent l'Aurès comme principal terrain de lutte pour l'indépendance en 1954.